# Ghana na Mistrzostwach Świata w Lekkoatletyce 2017
Ghana na Mistrzostwach Świata w Lekkoatletyce 2017 – reprezentacja Ghany podczas mistrzostw świata w Londynie liczyła 8 zawodników, którzy nie zdobyli żadnego medalu.

## Skład reprezentacji
Mężczyźni
| Zawodnik       | Konkurencja        | Eliminacje | Eliminacje | Półfinał | Półfinał | Finał    | Finał   |
| Zawodnik       | Konkurencja        | Rezultat   | Pozycja    | Rezultat | Pozycja  | Rezultat | Pozycja |
| -------------- | ------------------ | ---------- | ---------- | -------- | -------- | -------- | ------- |
| Emmanuel Dasor | bieg na 400 metrów | DNS        | DNS        | NQ       | NQ       | NQ       | NQ      |
| Alex Amankwah  | bieg na 800 metrów | 1:47,56    | 32.        | NQ       | NQ       | NQ       | NQ      |

Kobiety
| Zawodniczka                                                             | Konkurencja        | Eliminacje | Eliminacje | Półfinał | Półfinał | Finał    | Finał   |
| Zawodniczka                                                             | Konkurencja        | Rezultat   | Pozycja    | Rezultat | Pozycja  | Rezultat | Pozycja |
| ----------------------------------------------------------------------- | ------------------ | ---------- | ---------- | -------- | -------- | -------- | ------- |
| Janet Amponsah                                                          | bieg na 200 metrów | 23,77      | 37.        | NQ       | NQ       | NQ       | NQ      |
| Flings Owusu-Agyapong Gemma Acheampong Akua Obeng-Akrofi Janet Amponsah | sztafeta 4 × 100 m | 43,68      | 10.        | —        | —        | NQ       | NQ      |

| Zawodniczka | Konkurencja | Kwalifikacje | Kwalifikacje | Finał | Finał   |
| Zawodniczka | Konkurencja | Wynik        | Pozycja      | Wynik | Pozycja |
| ----------- | ----------- | ------------ | ------------ | ----- | ------- |
| Nadia Eke   | trójskok    | 13,54        | 23.          | NQ    | NQ      |